# Vitalii Eremeev
Vitalii Mihailovitş Eremeev  - en russe : Виталий Михайлович Еремеев Vitali Mikhaïlovitch Ieremeïev et en anglais : Vitali Yeremeyev (né le 23 septembre 1975 à Öskemen en République socialiste soviétique kazakhe) est un joueur professionnel de hockey sur glace kazakh,. Il possède également la nationalité russe.

## Biographie

### Carrière en club
En 1991, il débute en senior au Kazzinc-Torpedo Oust-Kamenogorsk dans l'élite russe. L'équipe joue parallèlement dans le championnat du Kazakhstan et est titrée en 1993 et 1994. Cette année-là, il est choisi au cours du repêchage d'entrée dans la Ligue nationale de hockey par les Rangers de New York en 9e ronde, en 209e position. Il a remporté la Superliga 2000 avec le HK Dinamo Moscou avant de partir en Amérique du Nord, jouant quatre parties dans la LNH avec les Rangers. De retour au Dinamo, il ajoute à son palmarès un titre national en 2005, une Coupe d'Europe des clubs champions 2006, une Coupe Spengler 2008.

### Carrière internationale
Il représente le Kazakhstan en sélection senior depuis le mondial 1994. Il a participé aux Jeux Olympiques 1998 et de 2006. Il est membre de la sélection qui remporte les Jeux asiatiques d'hiver de 2011.

### Trophées et honneurs personnels
- Kazakhstan
  - 1994 : nommé gardien de la saison.
- Superliga
  - 2000 : nommé dans l'équipe type.
  - 2002 : participe au Match des étoiles avec l'équipe Ouest.
  - 2005 : nommé dans l'équipe type.
  - 2005 : nommé meilleur gardien.
- Championnat du monde
  - 1994 : nommé meilleur gardien du groupe C.
  - 1995 : nommé meilleur gardien du groupe B.
  - 1995 : nommé dans l'équipe type du groupe B.
  - 1997 : nommé meilleur gardien du groupe B.
- Ligue continentale de hockey
  - 2008-2009 : nommé gardien du mois de janvier.
  - 2009-2010 : nommé gardien du mois de décembre.